# Rosen aus dem Süden (1954)
Rosen aus dem Süden ist ein deutscher Musikfilm aus dem Jahre 1954 von Franz Antel mit Gustav Fröhlich und Maria Holst in den Hauptrollen.

## Handlung
Julien de Costa, ein schmucker Offizier in Gardeuniform, steht als Militärattaché in den Diensten des Phantasie- und Zwergstaats San Maroni. Als er eines Tages in heikler Mission mit dem Riviera-Express reist, lernt er die attraktive Operettensängerin Janine Rocca kennen, die ihn zu einem kleinen „Komplott“ gegen ihren früheren Liebhaber, den Tenor Sergius Konstantin, zu überreden versucht. Der hat nämlich ganz offensichtlich das Interesse an Janine, seiner Gesangspartnerin in der Operette "Rosen aus dem Süden", verloren. La Roccas Plan: Mit dem geschmeidigen Kleinstaaten-Offizier an ihrer Seite hofft sie, ihren Ex wieder auf sich aufmerksam und infolgedessen eifersüchtig zu machen.
Tatsächlich hat Janine mit dieser kleinen Scharade einigen Erfolg, und Sergius beobachtet mit ansteigendem Missvergnügen, wie Janine und Julien fleißig vor sich hinturteln. Als die attraktive Staatssekretärin Marylin Parker auftaucht, entflammt nun auch das Herz des Militärattachés. Durch die beiden Frauen droht allerdings de Costas Mission, weswegen er unterwegs ist, gefährdet zu werden. Ein bestimmtes Paar Schuhe, das beide Damen unbedingt tragen wollen, sorgt für zusätzlichen Zündstoff. Doch wäre Julien nicht Diplomat, wenn er die anstehenden Irrungen und Wirrungen nicht geschickt lösen könnte. Janine und Sergius werden schließlich nicht nur in "Rosen aus dem Süden", sondern auch im wahren Leben wieder ein Paar.

## Produktionsnotizen
Rosen aus dem Süden entstand Anfang 1954 in Wiesbaden (Atelier) sowie in Nizza und Cannes (Außenaufnahmen). Die Uraufführung erfolgte am 30. April 1954 in Wiesbaden, die Berliner Premiere war am 28. Mai desselben Jahres. 
Produzent Viktor von Struve übernahm, gemeinsam mit Heinz Bohner, auch die Herstellungs- und Produktionsleitung. Fritz Maurischat und Karl Weber schufen die Filmbauten, Ilse Fehling die Kostüme. Kurt Kodal und Hanns Matula waren Kameraassistenten. Filmeditor Arnfried Heyne arbeitete bei diesem Film nur als Regieassistent Antels.
Die Musik von Lotar Olias stützte sich auf Melodien von Johann Strauss Sohn. Peter Alexander singt das Lied "Zwei Freunde wie wir", ohne selbst auf der Leinwand aufzutauchen. (Ab 17 Minuten und 48 Sekunden)
Der Stummfilmstar Theodor Loos (Die Nibelungen) gab hier seine Abschiedsvorstellung beim Film. Er starb nur wenige Monate nach Drehende.

## Kritiken
Der Spiegel schrieb: “Ein bescheidener, doch recht liebenswürdiger Rückfall in die alte Ufa-Operetten-Herrlichkeit. Hervorragend konserviert: Gustav Fröhlich als der "Liebes-Attaché", ein ranker und damenschmelzender Beau in weißer Uniform, der den "Europa-Gedanken" pikant zu bescherzen weiß.”
Im Lexikon des Internationalen Films heißt es: „Schlampig inszenierte musikalische Komödie mit völlig indisponierten Darstellern.“